# 凱撒角
凱撒角（英語：Cape Kaiser）是南極洲的海岬，位於帕默群島的布拉班特島以東，處於勒庫安特島北端，由比利時探險隊繪入地圖，現時由南極條約體系管理。